# 後鞍天竺鯛
後鞍天竺鯛，為輻鰭魚綱鈎頭魚目天竺鯛科的一個種。

## 分布
本魚分布於墨西哥太平洋岸海域。

## 特徵
本魚體延長而側扁，眼大，口大略下位，頜齒細小，鋤骨和腭骨通常具齒，舌上無齒，鰓蓋骨後緣棘不發達，體被弱櫛鱗，魚體呈紅色，體側具兩個黑色斑塊，一枚在第二背鰭下緣且較狹長；第二枚在尾柄處。吻部至鰓蓋處有一鑲銀邊的縱紋，體長可達10公分。

## 生態
本魚棲息於沙尼底質的岩礁區，白天躲藏洞穴中，夜間出來覓食，屬肉食性，以小型甲殼類為食。繁殖期時，雄魚具有口孵習性，卵約7日化成仔魚，由雄魚吐出，具短暫的仔魚飄浮期。

## 經濟利用
不具任何經濟價值。